# Ladonia, Texas
Ladonia là một thị trấn thuộc quận Fannin, tiểu bang Texas, Hoa Kỳ. Năm 2010, dân số của thị trấn này là 612 người.

## Dân số
- Dân số năm 2000: 667 người.
- Dân số năm 2010: 612 người.